# LMFAO
Gli LMFAO sono stati un duo musicale dance-rap formatosi a Los Angeles nel 2006 e composto da due rapper e DJ, Redfoo, nome d'arte di Stefan Kendal Gordy (3 settembre 1975) e SkyBlu, nome d'arte di Skyler Austen Gordy (23 agosto 1986), rispettivamente figlio e nipote del produttore Berry Gordy.
Nel settembre 2012 il duo ha sospeso indefinitivamente la propria attività musicale.

## Storia

### 2006-2010: Gli inizi
Durante un'intervista, Redfoo ha detto che il nome LMFAO sta per "Love My Friends And Other". Nel gergo di Internet e online il nome sta per "Laughing My Fucking Ass Off" e il nome del gruppo viene spesso associato a quest'ultimo. In origine il duo era conosciuto come Sexy Dudes, ma venne poi cambiato sotto suggerimento della madre di Redfoo (Nancy Leviska), a cui il nome non piaceva.
Il loro primo singolo, intitolato I'm in Miami Bitch (in versione censurata I'm in Miami Trick) raggiunge la posizione 51 sulla Billboard Hot 100. Il 1º luglio 2008 viene pubblicato il loro primo extended play, Party Rock, contenente 5 brani che saranno poi inseriti nel loro album omonimo, che verrà invece pubblicato il 7 luglio 2009 e che contiene 14 tracce, tra cui anche Get Crazy (sigla del reality Jersey Shore).
In seguito a I'm in Miami Bitch, viene estratto il singolo La La La, che debutta al 62º posto sulla Billboard Hot 100. Il loro terzo singolo Shots, che vede la collaborazione del cantante solista Lil Jon, raggiunge invece la posizione 24 della Billboard Hot 100. Infine, come ultimo singolo, viene estratta la traccia Yes, che però non riscuote un elevatissimo successo. Nel 2010 il duo apriva i concerti in America dei Black Eyed Peas. Nello stesso anno collaborano con il noto deejay David Guetta per il remix del brano Gettin' Over You.

### 2011-2012: il successo diParty Rock Antheme la pausa musicale

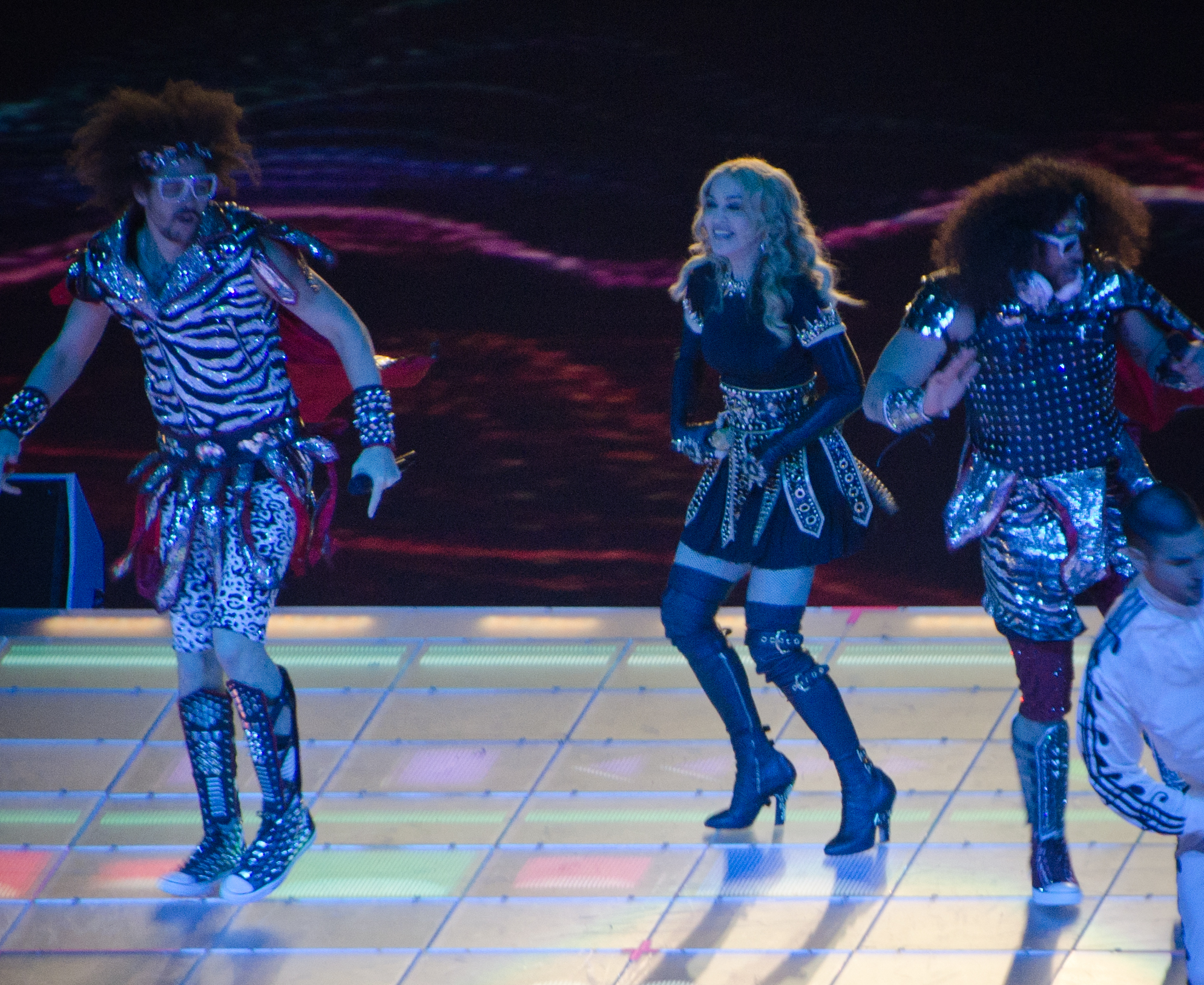
Gli LMFAO durante l'esibizione con Madonna all'half-time show del Super Bowl XLVI

Il 16 dicembre 2010 viene pubblicato il singolo Party Rock Anthem, che farà da singolo d'apertura al loro secondo album intitolato Sorry for Party Rocking, che verrà poi pubblicato il 21 giugno 2011. Party Rock Anthem riscuote un incredibile successo, raggiungendo il 1º posto sulla Billboard Hot 100 e in molte nazioni, diventando un vero e proprio inno al ballo e al divertimento, ricevendo un disco di Diamante negli Stati Uniti.
In seguito a Party Rock Anthem, vengono estratti altri tre singoli comunque di buon successo: Champagne Showers (27 maggio), Sexy and I Know It (16 settembre) e Sorry for Party Rocking (4 novembre). Nei videoclip dell'album il duo è accompagnato dai ballerini della Quest Crew, vincitori della 3ª stagione di America's Best Dance Crew.
Il 6 novembre 2011 hanno partecipato agli MTV EMA's a Belfast in Irlanda del Nord. Il 5 febbraio 2012 hanno preso parte all'halftime show organizzato durante l'intervallo del Super Bowl XLVI disputatosi ad Indianapolis, apparendo sul palco come guest star di Madonna. Nel settembre 2012 il duo ha sospeso indefinitivamente la propria attività musicale, a causa di dissidi tra i due componenti, infatti SkyBlu ha accusato lo zio di non avergli versato i molti diritti d'autore che gli spettavano. La vicenda è stata portata in tribunale.

## Riconoscimenti
| Anno | Premio                            | Categoria                            | Artista/canzone           | Risultato       |
| ---- | --------------------------------- | ------------------------------------ | ------------------------- | --------------- |
| 2010 | Grammy Awards                     | Miglior album Dance/Elettronica      | Party Rock                | Candidato/a     |
| 2011 | Teen Choice Awards                | Tormentone dell'estate               | "Party Rock Anthem"       | Candidato/a     |
| 2011 | Premios 40 Principales            | Miglior canzone internazionale       | "Party Rock Anthem"       | Vincitore/trice |
| 2011 | MTV Video Music Awards            | Miglior coreografia                  | "Party Rock Anthem"       | Candidato/a     |
| 2011 | American Music Award              | Miglior gruppo/duo pop e rock        | LMFAO                     | Candidato/a     |
| 2011 | MTV European Music Awards         | Miglior duo rap                      | LMFAO                     | Candidato/a     |
| 2011 | MTV European Music Awards         | Miglior duo pop                      | LMFAO                     | Candidato/a     |
| 2012 | People's Choice Awards            | Canzone preferito dell'anno          | Party Rock Anthem         | Vincitore/trice |
| 2012 | People's Choice Awards            | Video musicale preferito dell'anno   | Party Rock Anthem         | Vincitore/trice |
| 2012 | NRJ Music Awards 2012             | Gruppo/duo dell'anno                 | LMFAO                     | Vincitore/trice |
| 2012 | NRJ Music Awards 2012             | Video musicale preferito dell'anno   | "Party Rock Anthem"       | Vincitore/trice |
| 2012 | 2012 Kids' Choice Awards          | Gruppo musicale preferito            | LMFAO                     | Candidato/a     |
| 2012 | 2012 Kids' Choice Awards          | Canzone preferita dell'anno          | "Party Rock Anthem"       | Vincitore/trice |
| 2012 | 2012 Juno Awards                  | Album internazionale dell'anno       | "Sorry for Party Rocking" | Candidato/a     |
| 2012 | 2012 Latin Billboard Music Awards | Miglior artista dell'anno            | LMFAO                     | Vincitore/trice |
| 2012 | 2012 Billboard Music Awards       | Top 100 Song                         | "Party Rock Anthem"       | Vincitore/trice |
| 2012 | 2012 Billboard Music Awards       | Top Radio Song                       | "Party Rock Anthem"       | Candidato/a     |
| 2012 | 2012 Billboard Music Awards       | Top Streaming Song                   | "Party Rock Anthem"       | Candidato/a     |
| 2012 | 2012 Billboard Music Awards       | Top Digital Song                     | "Party Rock Anthem"       | Vincitore/trice |
| 2012 | 2012 Billboard Music Awards       | Top Pop Song                         | "Party Rock Anthem"       | Vincitore/trice |
| 2012 | 2012 Billboard Music Awards       | Top Rap Song                         | "Party Rock Anthem"       | Vincitore/trice |
| 2012 | 2012 Billboard Music Awards       | Top Dance Song                       | "Party Rock Anthem"       | Vincitore/trice |
| 2012 | 2012 Billboard Music Awards       | Top Digital Song                     | "Sexy and I Know It"      | Candidato/a     |
| 2012 | 2012 Billboard Music Awards       | Top Pop Song                         | "Sexy and I Know It"      | Candidato/a     |
| 2012 | 2012 Billboard Music Awards       | Top Rap Song                         | "Sexy and I Know It"      | Candidato/a     |
| 2012 | 2012 Billboard Music Awards       | Top Dance Song                       | "Sexy and I Know It"      | Candidato/a     |
| 2012 | 2012 Billboard Music Awards       | Miglior gruppo/duo                   | "LMFAO"                   | Vincitore/trice |
| 2012 | MTV Movie Awards 2012             | Miglior musica                       | "Party Rock Anthem"       | Vincitore/trice |
| 2012 | 2012 MuchMusic Video Awards       | Miglior video dell'anno              | "Sexy and I Know It"      | Vincitore/trice |
| 2012 | 2012 MuchMusic Video Awards       | Video dell'anno                      | "Sexy and I Know It"      | Vincitore/trice |
| 2012 | 2012 MuchMusic Video Awards       | Miglior artista                      | "LMFAO"                   | Candidato/a     |
| 2012 | 2012 MTV TRL Awards               | Miglior video                        | "Party Rock Anthem"       | Vincitore/trice |
| 2012 | MTV Video Music Awards Japan      | Miglior nuovo artista                | "Party Rock Anthem"       | Candidato/a     |
| 2012 | MTV Video Music Awards Japan      | Miglior coreografia                  | "Party Rock Anthem"       | Candidato/a     |
| 2012 | VEVOCertified Awards              | 100.000.000 visualizzazioni          | "Party Rock Anthem"       | Vincitore/trice |
| 2012 | VEVOCertified Awards              | 100.000.000 visualizzazioni          | "Sexy and I Know It"      | Vincitore/trice |
| 2012 | VEVOCertified Awards              | 100.000.000 visualizzazioni          | "Sorry for Party Rocking" | Vincitore/trice |
| 2012 | VEVOCertified Awards              | 100.000.000 visualizzazioni          | "Shots"                   | Vincitore/trice |
| 2012 | VEVOCertified Awards              | 100.000.000 visualizzazioni          | "Champagne Showers"       | Vincitore/trice |
| 2012 | Premios 40 Principales America    | Miglior artista internazionale dance | LMFAO                     | Vincitore/trice |
| 2013 | 2013 World Music Awards           | Miglior canzone del mondo            | "Party Rock Anthem"       | Vincitore/trice |
| 2013 | 2013 World Music Awards           | Miglior video musicale del mondo     | "Sorry for Party Rocking" | Candidato/a     |
| 2013 | 2013 World Music Awards           | Miglior gruppo musicale del mondo    | LMFAO                     | Vincitore/trice |
| 2013 | 2013 World Music Awards           | Miglior album musicale del mondo     | Sorry for Party Rocking"" | Candidato/a     |
| 2013 | 55th Grammy Awards                | Miglior gruppo/duo pop               | "Sexy and I Know It"      | Candidato/a     |

## Formazione
- Redfoo – voce, disc jockey
- SkyBlu – voce

## Discografia

### Album
- 2009 - Party Rock
- 2011 - Sorry for Party Rocking